# Desa Sojomerto (administrativ by i Indonesien, lat -7,05, long 109,89)
Desa Sojomerto är en administrativ by i Indonesien.   Den ligger i provinsen Jawa Tengah, i den västra delen av landet, 300 km öster om huvudstaden Jakarta.